# Charles Milton Bell
Charles Milton Bell, né le 3 avril 1848 à Fredericksburg et mort le 12 mai 1893 à Washington DC, est un photographe américain. Il est connu pour ses portraits d'Amérindiens et d'autres personnalités des États-Unis, à la fin du XIXe siècle.

## Biographie
Bell est le plus jeune enfant d'une famille de photographes à Washington DC dans les années 1860-1870. Il ouvre son propre studio, CM Bell, en 1873. Bell a travaillé avec Ferdinand Vandeveer Hayden, qui a adressé des Amérindiens au studio de Bell afin de faire leurs portraits. Bell a également réalisé des photographies d'Amérindiens pour le ministère de l'Intérieur et le Bureau d'ethnologie américaine. Bell a entretenu de bonnes relations avec l'administration présidentielle de Grover Cleveland. Il a réalisé de nombreux portraits de l'épouse de Cleveland, Frances Folsom Cleveland.
Après la mort de Bell en 1893, sa femme a continué à exploiter durant quelques années le studio avec ses fils puis il a été vendu au début des années 1900 à Atha et Cunningham. En 1916, les négatifs des photos ont été vendus au photographe IM Boyce. En 1950, Boyce a vendu la majeure partie de la collection restante à Alexander Graham Bell et le reste au Bureau of American Ethnology. Les négatifs ont finalement été donnés à l'American Genetic Association et la Bibliothèque du Congrès a acquis la collection en 1975. La collection CM Bell Studio, détenue à la Bibliothèque du Congrès, compte 30 000 négatifs sur verre de 1873 à 1916 créés par le studio et ses successeurs. [1]

## Œuvres
Les photos sont principalement des portraits, notamment d'hommes politiques, d'hommes d'affaires, de représentants d'ambassades et de visiteurs distingués d'autres pays, de dirigeants religieux, d'athlètes et d'artistes et des membres de la classe moyenne noire de Washington.

Bell a également photographié  des scènes de rue et des événements publics, tels que l'ouverture du Congrès, la signature de traités, des défilés, de grands édifices publics, des résidences, des écoles et des églises. 

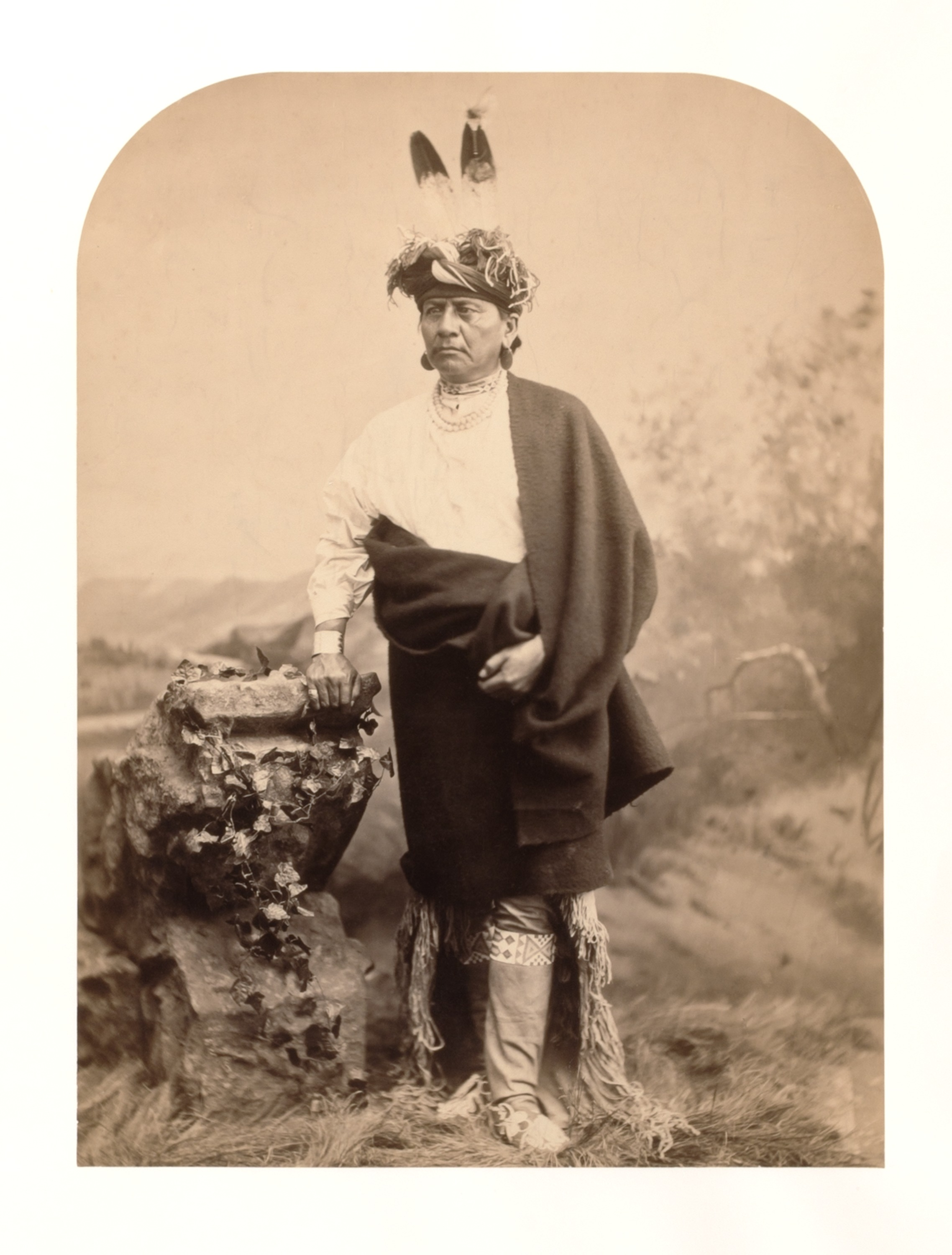
Chef Omaha (1893)
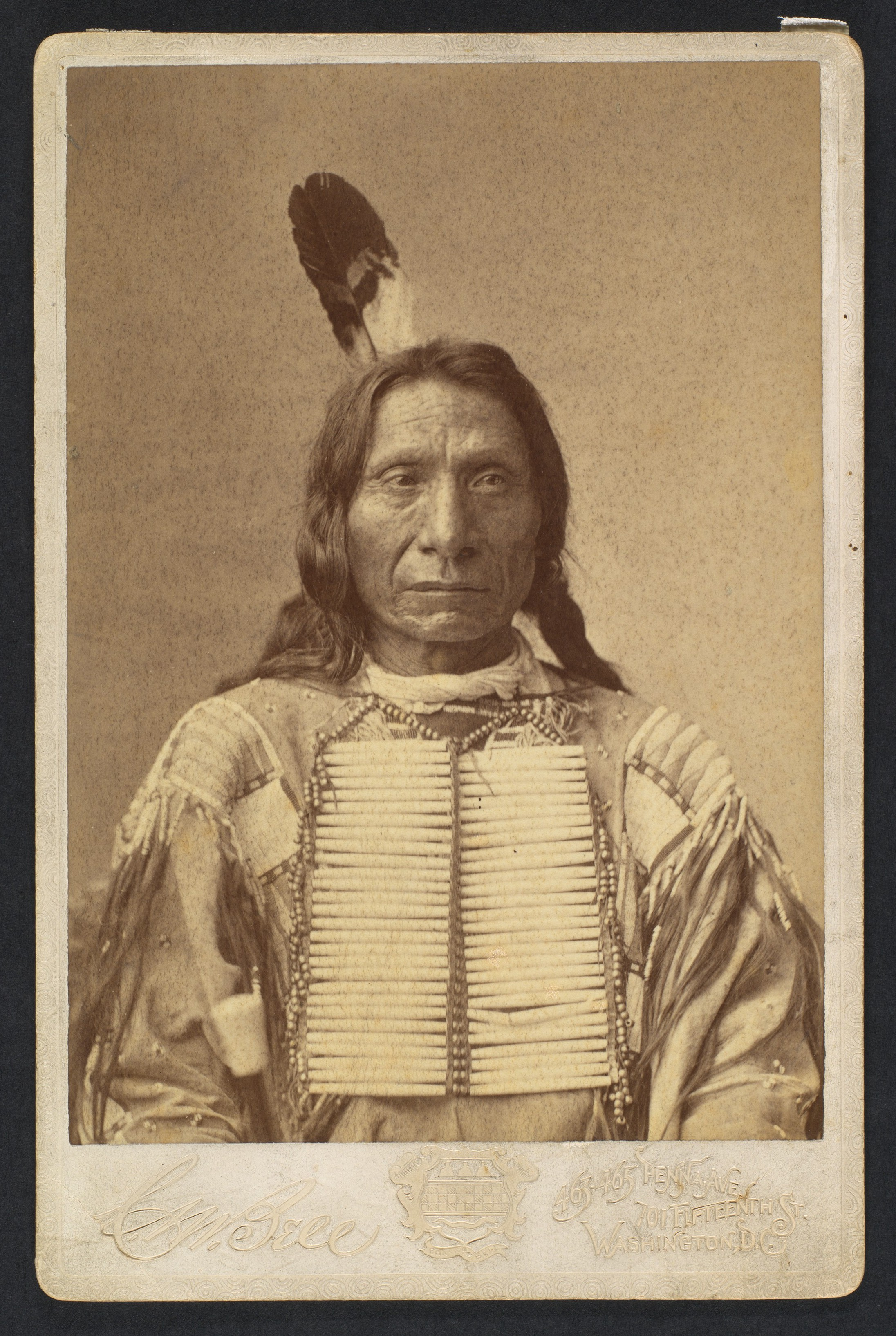
Red Cloud, (1880)
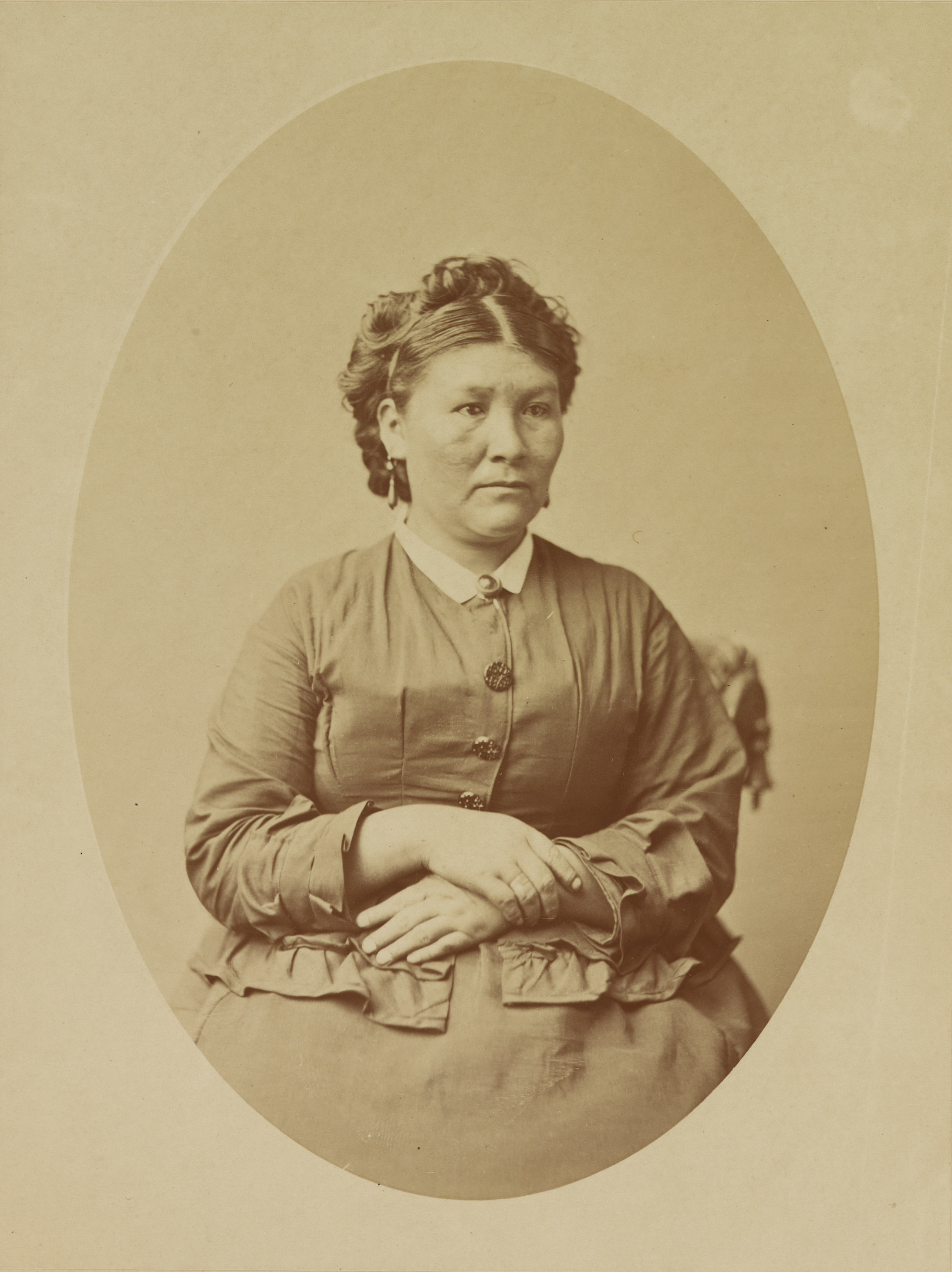
Winema (1875)
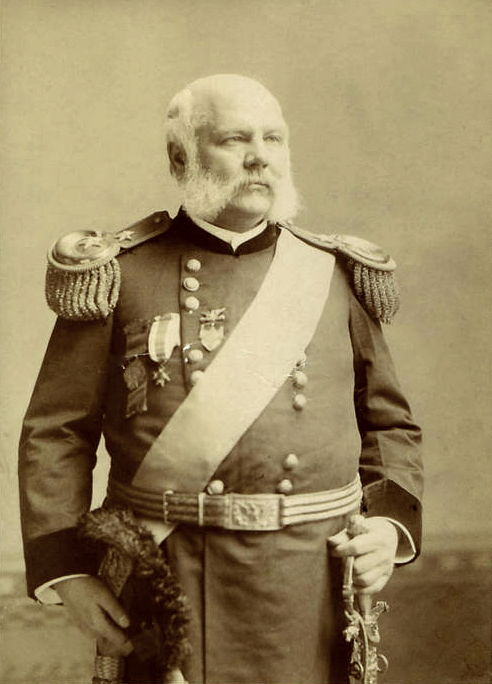
John M Schofield (1860)
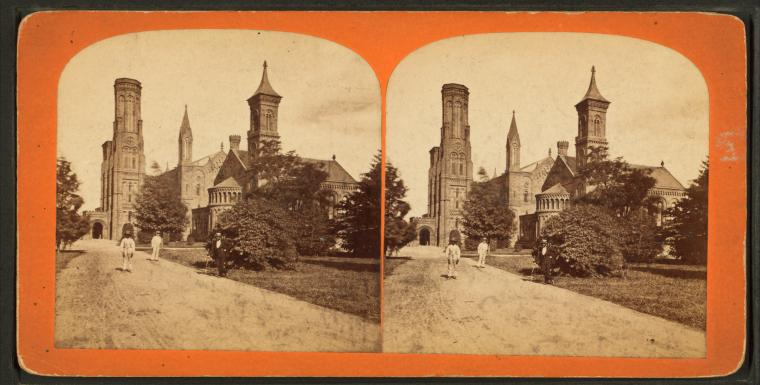
Smithsonian Institute
President Grover Cleveland (1885)